# Mitsubishi Galant (7. generation)
Mitsubishi Galant er en bilmodel fra Mitsubishi Motors. Syvende generation kom på markedet i 1993, og blev produceret frem til 1996.
Modellen fandtes som firedørs sedan og femdørs combi coupé, men ikke som stationcar.
Motorerne som solgtes var en firecylindret 1,8-litersmotor med 126 hk og en 2,0-litersmotor med 137 hk, en 2,0-liters V6-motor med 150 hk samt en 2,0-liters turbodieselmotor med 90 hk, alle med forhjulstræk.
Som topmodel fandtes en 2,5-liters V6-motor med 170 hk og en 2,0-liters V6-motor med biturbo, firehjulstræk og 260 hk.
I Asien fandtes bilmodellerne Mitsubishi Emeraude og Mitsubishi Eterna, som var baseret på syvende generation af Galant. Proton Perdana, som blev bygget frem til 2005, var identisk med Mitsubishi Eterna.
- Galant combi coupé bagfra
- Mitsubishi Galant sedan
(1993–1996)

## Tekniske specifikationer
| Model         | Cylindre | Ventiler | Slagvolume cm³ | Max. effekt kW (hk) / omdr. | Max. drejningsmoment Nm / omdr. | 0-100 km/t sek. | Topfart km/t | Byggeår     |
| ------------- | -------- | -------- | -------------- | --------------------------- | ------------------------------- | --------------- | ------------ | ----------- |
| Benzinmotorer |          |          |                |                             |                                 |                 |              |             |
| 1.8           | 4        | 16       | 1834           | 93 (126) / 6000             | 161 / 4500                      | 10,1            | 200          | 1993 − 1996 |
| 2.0           | 4        | 16       | 1997           | 101 (137) / 6000            | 176 / 4750                      | 9,7             | 205          | 1993 − 1996 |
| 2.0 V6        | 6        | 24       | 1999           | 110 (150) / 6750            | 179 / 4000                      | 9,1             | 215          | 1993 − 1996 |
| 2.5 V6        | 6        | 24       | 2497           | 125 (170) / 6000            | 216 / 4000                      | 8,9             | 216          | 1993 − 1996 |
| Dieselmotorer |          |          |                |                             |                                 |                 |              |             |
| 2.0 TD        | 4        | 8        | 1998           | 66 (90) / 4500              | 191 / 2500                      | 14,1            | 175          | 1993 − 1996 |